# Liga Mistrzów UEFA (2002/2003)
Liga Mistrzów UEFA 2002/2003 – 11. sezon Ligi Mistrzów UEFA, najbardziej prestiżowego turnieju w europejskiej klubowej piłce nożnej, rozgrywanego od 1992 roku (48. turniej ogólnie, wliczając Puchar Europy Mistrzów Klubowych).
Finał został rozegrany 28 maja 2003 na stadionie Old Trafford w Manchesterze.
Rozgrywki składają się z 3 części:
- fazy kwalifikacyjnej,
- fazy grupowej,
- fazy pucharowej.

## I runda kwalifikacyjna
| Drużyna 1                            | Wynik dwumeczu | Drużyna 2          | Pierwszy mecz | Drugi mecz |
| ------------------------------------ | -------------- | ------------------ | ------------- | ---------- |
| Tampere United                       | 0:6            | Piunik Erywań      | 0:4           | 0:2        |
| Skonto Ryga                          | 6:0            | Barry Town         | 5:0           | 1:0        |
| Portadown F.C.                       | 2:3            | Biełszyna Bobrujsk | 0:0           | 2:3        |
| F91 Dudelange                        | 1:4            | Wardar Skopje      | 1:1           | 0:3        |
| FBK Kaunas                           | 2:3            | Dinamo Tirana      | 2:3           | 0:0        |
| Flora Tallinn                        | 0:1            | APOEL Nikozja      | 0:0           | 0:1        |
| FK Željezničar                       | 4:0            | Akraness           | 3:0           | 1:0        |
| Hibernians                           | 3:2            | Shelbourne FC      | 2:2           | 1:0        |
| Torpedo Kutaisi                      | 6:2            | B36 Tórshavn       | 5:2           | 1:0        |
| Sheriff Tyraspol                     | 4:4 (b. wyj.)  | FK Astana          | 2:1           | 2:3        |
| Po lewej gospodarz pierwszego meczu. |                |                    |               |            |

## II runda kwalifikacyjna
| Drużyna 1                            | Wynik dwumeczu | Drużyna 2          | Pierwszy mecz | Drugi mecz |
| ------------------------------------ | -------------- | ------------------ | ------------- | ---------- |
| Wardar Skopje                        | 2:4            | Legia Warszawa     | 1:3           | 1:1        |
| Zalaegerszegi TE                     | 2:2 (b. wyj.)  | NK Zagreb          | 1:0           | 1:2        |
| Club Brugge                          | 4:1            | Dinamo Bukareszt   | 3:1           | 1:0        |
| MŠK Žilina                           | 1:4            | FC Basel           | 1:1           | 0:3        |
| Skonto Ryga                          | 0:2            | Lewski Sofia       | 0:0           | 0:2        |
| Dynamo Kijów                         | 6:2            | Piunik Erywań      | 4:0           | 2:2        |
| Brøndby IF                           | 5:0            | Dinamo Tirana      | 1:0           | 4:0        |
| NK Maribor                           | 4:5            | APOEL Nikozja      | 2:1           | 2:4        |
| Boavista FC                          | 7:3            | Hibernians         | 4:0           | 3:3        |
| Maccabi Hajfa                        | 5:0            | Biełszyna Bobrujsk | 4:0           | 1:0        |
| Lillestrøm SK                        | 0:2            | FK Željezničar     | 0:1           | 0:1        |
| Hammarby IF                          | 1:5            | Partizan Belgrad   | 1:1           | 0:4        |
| Sparta Praga                         | 5:1            | Torpedo Kutaisi    | 3:0           | 2:1        |
| Sheriff Tyraspol                     | 1:6            | Grazer AK          | 1:4           | 0:2        |
| Po lewej gospodarz pierwszego meczu. |                |                    |               |            |

## III runda kwalifikacyjna
| Drużyna 1                            | Wynik dwumeczu | Drużyna 2         | Pierwszy mecz | Drugi mecz |
| ------------------------------------ | -------------- | ----------------- | ------------- | ---------- |
| Sporting CP                          | 0:2            | Inter Mediolan    | 0:0           | 0:2        |
| Milan                                | 2:2 (b. wyj.)  | Slovan Liberec    | 1:0           | 1:2        |
| Rosenborg BK                         | 4:2            | Brøndby IF        | 1:0           | 3:2        |
| Szachtar Donieck                     | 2:2 (1:4 k.)   | Club Brugge       | 1:1           | 1:1        |
| APOEL Nikozja                        | 2:4            | AEK Ateny         | 2:3           | 0:1        |
| FC Barcelona                         | 4:0            | Legia Warszawa    | 3:0           | 1:0        |
| Lewski Sofia                         | 0:2            | Dynamo Kijów      | 0:1           | 0:1        |
| FK Željezničar                       | 0:5            | Newcastle United  | 0:1           | 0:4        |
| Partizan Belgrad                     | 1:6            | Bayern Monachium  | 0:3           | 1:3        |
| KRC Genk                             | 4:4 (b.wyj.)   | Sparta Praga      | 2:0           | 2:4        |
| Maccabi Hajfa                        | 5:3            | Sturm Graz        | 2:0           | 3:3        |
| Celtic                               | 3:3 (b.wyj.)   | FC Basel          | 3:1           | 0:2        |
| Feyenoord                            | 3:0            | Fenerbahçe SK     | 1:0           | 2:0        |
| Zalaegerszegi TE                     | 1:5            | Manchester United | 1:0           | 0:5        |
| Boavista FC                          | 0:1            | Auxerre           | 0:1           | 0:0        |
| Grazer AK                            | 3:5            | Lokomotiw Moskwa  | 0:2           | 3:3        |
| Po lewej gospodarz pierwszego meczu. |                |                   |               |            |

## I faza grupowa
W I fazie grupowej zmierzą się ze sobą zwycięzcy spotkań III rundy kwalifikacyjnej oraz 16 zespołów, które zakwalifikowały się do tej fazy dzięki pozycjom zajętym w rozgrywkach ligowych. Losowanie grup odbyło się 29 sierpnia 2002 w Monako.
| Zespoły, które zapewniły sobie awans w rozgrywkach ligowych: | Zespoły, które przeszły fazę kwalifikacyjną: |
| - Real Madryt (obrońca tytułu) - Valencia CF - Deportivo La Coruña - Juventus F.C. - AS Roma - Arsenal F.C. - Liverpool F.C. - Olympique Lyon - RC Lens - Bayer 04 Leverkusen - Borussia Dortmund - Galatasaray SK - AFC Ajax - PSV Eindhoven - Spartak Moskwa - Olympiakos SFP | - FC Barcelona - Inter Mediolan - AC Milan - Newcastle United - Manchester United - AJ Auxerre - Bayern Monachium - Feyenoord - Lokomotiw Moskwa - AEK Ateny - Rosenborg BK - Club Brugge - KRC Genk - Maccabi Hajfa - FC Basel - Dynamo Kijów |

### Grupa A
| Poz. | Klub              | M | Pkt. | Mecze | Mecze | Mecze | Bramki | Bramki |
| Poz. | Klub              | M | Pkt. | zw.   | rem.  | por.  | zdob.  | str.   |
| ---- | ----------------- | - | ---- | ----- | ----- | ----- | ------ | ------ |
| 1    | Arsenal F.C.      | 6 | 10   | 3     | 1     | 2     | 9      | 4      |
| 2    | Borussia Dortmund | 6 | 10   | 3     | 1     | 2     | 8      | 7      |
| 3    | AJ Auxerre        | 6 | 7    | 2     | 1     | 3     | 4      | 7      |
| 4    | PSV Eindhoven     | 6 | 6    | 1     | 3     | 2     | 5      | 8      |

Terminarz:
1. kolejka
17 września 2002 r.
- Arsenal F.C. – Borussia Dortmund 2:0 (0:0)

Bergkamp 62', Ljungberg 77'
- AJ Auxerre – PSV Eindhoven 0:0 (0:0)

2. kolejka
25 września 2002 r.
- Borussia Dortmund – AJ Auxerre 2:1 (1:0)

Koller 6', Amoroso 78' – Mwaruwari 83'
- PSV Eindhoven – Arsenal F.C. 0:4 (0:1)

Gilberto Silva 1', Ljungberg 66', Henry 81', 90'
3. kolejka
2 października 2002 r.
- AJ Auxerre – Arsenal F.C. 0:1 (0:0)

Gilberto Silva 48'
- PSV Eindhoven – Borussia Dortmund 1:3

van der Schaaf 74' – Koller 21', Rosický 69', Amoroso 90'
4. kolejka
22 października 2002 r.
- Arsenal F.C. – AJ Auxerre 1:2 (0:2)

Kanu 53' – Kapo 8', Fadiga 27'
- Borussia Dortmund – PSV Eindhoven 1:1 (1:0)

Koller 10' – Bruggink 47'
5. kolejka
30 października 2002 r.
- Borussia Dortmund – Arsenal F.C. 2:1 (1:1)

Gilberto Silva 38' (sam.), Rosický 62' (k) – Henry 18'
- PSV Eindhoven – AJ Auxerre 3:0 (1:0)

Bruggink 34', Rommedahl 48', Robben 64'
6. kolejka
12 listopada 2002 r.
- Arsenal F.C. – PSV Eindhoven 0:0 (0:0)
- AJ Auxerre – Borussia Dortmund 1:0 (0:0)

Mwaruwari 76'

### Grupa B
| Poz. | Klub           | M | Pkt. | Mecze | Mecze | Mecze | Bramki | Bramki |
| Poz. | Klub           | M | Pkt. | zw.   | rem.  | por.  | zdob.  | str.   |
| ---- | -------------- | - | ---- | ----- | ----- | ----- | ------ | ------ |
| 1    | Valencia CF    | 6 | 16   | 5     | 1     | 0     | 17     | 4      |
| 2    | FC Basel       | 6 | 9    | 2     | 3     | 1     | 12     | 12     |
| 3    | Liverpool F.C. | 6 | 8    | 2     | 2     | 2     | 12     | 8      |
| 4    | Spartak Moskwa | 6 | 0    | 0     | 0     | 6     | 1      | 18     |

Terminarz:
1. kolejka
17 września 2002 r.
- FC Basel – Spartak Moskwa 2:0 (0:0)

H. Yakin 50', J.H. Rossi 55'
- Valencia CF – Liverpool F.C. 2:0 (2:0)

Aimar 20', Baraja 38'
2. kolejka
25 września 2002 r.
- Liverpool F.C. – FC Basel 1:1 (1:1)

Baroš 34' – J.H. Rossi 43'
- Spartak Moskwa – Valencia CF 0:3 (0:1)

Angulo 6', Mista 71', Juan Sánchez 85'
3. kolejka
2 października 2002 r.
- Liverpool F.C. – Spartak Moskwa 5:0 (3:0)

Heskey 7', 89', Cheyrou 15', Hyypia 28', Diao 81'
- Valencia CF – FC Basel 6:2 (4:0)

Carew 10', 13', Fabio Aurelio 17', Baraja 28', Aimar 58', Mista 60' – J.H. Rossi 46', H. Yakin 90'
4. kolejka
22 października 2002 r.
- FC Basel – Valencia CF 2:2 (1:1)

Ergić 32', 90' – Baraja 36', C.Torres 72'
- Spartak Moskwa – Liverpool F.C. 1:3 (1:1)

Daniszewski 23' – Owen 29', 70', 90'
5. kolejka
30 października 2002 r.
- Liverpool F.C. – Valencia CF 0:1 (0:1)

Rufete 34'
6 listopada 2002 r.
- Spartak Moskwa – FC Basel 0:2 (0:1)

J.H. Rossi 17' Gimenez 89'
Mecz został przełożony z 30 października z powodu tragicznych wydarzeń w Moskwie – atak terrorystów na teatr na Dubrowce
6. kolejka
12 listopada 2002 r.
- FC Basel – Liverpool F.C. 3:3 (3:0)

J.H. Rossi 2', Gimenez 22' Atouba 29' – Murphy 61', Šmicer 64', Owen 85' (k)
- Valencia CF – Spartak Moskwa 3:0 (1:0)

Juan Sánchez 38', 46', Fabio Aurelio 78'

### Grupa C
| Poz. | Klub        | M | Pkt. | Mecze | Mecze | Mecze | Bramki | Bramki |
| Poz. | Klub        | M | Pkt. | zw.   | rem.  | por.  | zdob.  | str.   |
| ---- | ----------- | - | ---- | ----- | ----- | ----- | ------ | ------ |
| 1    | Real Madryt | 6 | 9    | 2     | 3     | 1     | 15     | 7      |
| 2    | AS Roma     | 6 | 9    | 2     | 3     | 1     | 3      | 4      |
| 3    | AEK Ateny   | 6 | 6    | 0     | 6     | 0     | 7      | 7      |
| 4    | KRC Genk    | 6 | 4    | 0     | 4     | 2     | 2      | 9      |

Terminarz:
1. kolejka
17 września 2002 r.
- KRC Genk – AEK Ateny 0:0 (0:0)
- AS Roma – Real Madryt 0:3 (0:1)

Guti 41', 74', Raúl 56'
2. kolejka
25 września 2002 r.
- AEK Ateny – AS Roma 0:0 (0:0)
- Real Madryt – KRC Genk 6:0 (2:0)

Zokora 44' (sam.), Salgado 45', Figo 55' (k), Guti 64', Celades 74', Raúl 76'
3. kolejka
2 października 2002 r.
- AEK Ateny – Real Madryt 3:3 (3:2)

Tsartas 6', Maladenis 25', Nikolaidis 28' – Zidane 15', 39', Guti 60'
- KRC Genk – AS Roma 0:1 (0:0)

Cassano 81'
4. kolejka
22 października 2002 r.
- Real Madryt – AEK Ateny 2:2 (2:0)

McManaman 24', 43' – Katsouranis 74', Centeno 86'
- AS Roma – KRC Genk 0:0 (0:0)

5. kolejka
30 października 2002 r.
- AEK Ateny – KRC Genk 1:1 (1:1)

Lakis 30' – Sonck 22'
- Real Madryt – AS Roma 0:1 (0:1)

Totti 27'
6. kolejka
12 listopada 2002 r.
- KRC Genk – Real Madryt 1:1 (0:1)

Sonck 86' – Tote 21'
- AS Roma – AEK Ateny 1:1 (1:0)

Delvecchio 40' – Centeno 90'

### Grupa D
| Poz. | Klub           | M | Pkt. | Mecze | Mecze | Mecze | Bramki | Bramki |
| Poz. | Klub           | M | Pkt. | zw.   | rem.  | por.  | zdob.  | str.   |
| ---- | -------------- | - | ---- | ----- | ----- | ----- | ------ | ------ |
| 1    | Inter Mediolan | 6 | 11   | 3     | 2     | 1     | 12     | 8      |
| 2    | AFC Ajax       | 6 | 8    | 2     | 2     | 2     | 6      | 5      |
| 3    | Olympique Lyon | 6 | 8    | 2     | 2     | 2     | 12     | 9      |
| 4    | Rosenborg BK   | 6 | 4    | 0     | 4     | 2     | 4      | 12     |

Terminarz:
1. kolejka
17 września 2002 r.
- Rosenborg BK – Inter Mediolan 2:2 (0:1)

Karadas 52', 64' – Crespo 33', 78'
- AFC Ajax – Olympique Lyon 2:1 (2:0)

Ibrahimović 11', 34' – Sonny Anderson 84'
2. kolejka
25 września 2002 r.
- Inter Mediolan – AFC Ajax 1:0 (0:0)

Crespo 74'
- Olympique Lyon – Rosenborg BK 5:0 (4:0)

Carriere 6', Vairelles 25', 45', Sonny Anderson 35', Luyindula 76'
3. kolejka
2 października 2002 r.
- Inter Mediolan – Olympique Lyon 1:2 (0:1)

Cannavaro 73' – Govou 21', Sonny Anderson 60'
- Rosenborg BK – AFC Ajax 0:0 (0:0)

4. kolejka
22 października 2002 r.
- Olympique Lyon – Inter Mediolan 3:3 (2:1)

Sonny Anderson 21', 75', Carriere 44' – Caçapa 31' (sam.), Crespo 56', 66'
- AFC Ajax – Rosenborg BK 1:1 (1:0)

Ibrahimović 41' – Emerly 85'
5. kolejka
30 października 2002 r.
- Inter Mediolan – Rosenborg BK 3:0 (1:0)

Recoba 31', Saarinen 52' (sam.), Crespo 72'
- Olympique Lyon – AFC Ajax 0:2 (0:1)

Pienaar 7', van der Vaart 90'
6. kolejka
12 listopada 2002 r.
- AFC Ajax – Inter Mediolan 1:2 (0:0)

van der Vaart 90' – Crespo 50', 52'
- Rosenborg BK – Olympique Lyon 1:1 (0:0)

Brattbakk 68' – Govou 84'

### Grupa E
| Poz. | Klub                  | M | Pkt. | Mecze | Mecze | Mecze | Bramki | Bramki |
| Poz. | Klub                  | M | Pkt. | zw.   | rem.  | por.  | zdob.  | str.   |
| ---- | --------------------- | - | ---- | ----- | ----- | ----- | ------ | ------ |
| 1    | Juventus F.C.         | 6 | 13   | 4     | 1     | 1     | 12     | 3      |
| 2    | Newcastle United F.C. | 6 | 9    | 3     | 0     | 3     | 6      | 8      |
| 3    | Dynamo Kijów          | 6 | 7    | 2     | 1     | 3     | 6      | 9      |
| 4    | Feyenoord             | 6 | 5    | 1     | 2     | 3     | 4      | 8      |

Terminarz:
1. kolejka
18 września 2002 r.
- Feyenoord – Juventus F.C. 1:1 (0:1)

van Hooijdonk 74' – Camoranesi 32'
- Dynamo Kijów – Newcastle United F.C. 2:0 (1:0)

Szackich 17', Chackiewicz 62'
2. kolejka
24 września 2002 r.
- Newcastle United F.C. – Feyenoord 0:1 (0:1)

Pardo 4'
- Juventus F.C. – Dynamo Kijów 5:0 (2:0)

Di Vaio 13', 51', Del Piero 27', Davids 66', Nedved 78'
3. kolejka
1 października 2002 r.
- Juventus F.C. – Newcastle United F.C. 2:0 (0:0)

Del Piero 66', 81'
- Feyenoord – Dynamo Kijów 0:0 (0:0)

4. kolejka
23 października 2002 r.
- Dynamo Kijów – Feyenoord 2:0 (1:0)

Chackiewicz 16', Bialkiewicz 47'
- Newcastle United F.C. – Juventus F.C. 1:0 (0:0)

Griffin 62'
5. kolejka
29 października 2002 r.
- Newcastle United F.C. – Dynamo Kijów 2:1 (0:0)

Speed 58', Shearer 69 (k) – Szackich 47'
- Juventus F.C. – Feyenoord 2:0 (1:0)

Di Vaio 4', 69'
6. kolejka
13 listopada 2002 r.
- Feyenoord – Newcastle United F.C. 2:3 (0:1)

Bombarda, Lurling 71' – Bellamy 45', 90', Hugo Viana 49'
- Dynamo Kijów – Juventus F.C. 1:2 (0:0)

Szackich 49' – Salas 53', Zalayeta 61'

### Grupa F
| Poz. | Klub                   | M | Pkt. | Mecze | Mecze | Mecze | Bramki | Bramki |
| Poz. | Klub                   | M | Pkt. | zw.   | rem.  | por.  | zdob.  | str.   |
| ---- | ---------------------- | - | ---- | ----- | ----- | ----- | ------ | ------ |
| 1    | Manchester United F.C. | 6 | 15   | 5     | 0     | 1     | 16     | 8      |
| 2    | Bayer 04 Leverkusen    | 6 | 9    | 3     | 0     | 3     | 9      | 11     |
| 3    | Maccabi Hajfa          | 6 | 7    | 2     | 1     | 3     | 12     | 12     |
| 4    | Olympiakos SFP         | 6 | 4    | 1     | 1     | 4     | 11     | 17     |

Terminarz
1. kolejka
18 września 2002 r.
- Olympiakos SFP – Bayer 04 Leverkusen 6:2 (3:1)

Giovanni 27', Janakopulos 38', Đorđević 44', 63', 73' (k), Zetterberg 86' – Elefteropulos 22' (sam.), Schneider 78' (k)
- Manchester United F.C. – Maccabi Hajfa 5:2 (2:1)

Giggs 10', Solskjær 35', Veron 46', van Nistelrooy 54', Forlán 89 (k) – Katan 8', Kohen 85'
2. kolejka
24 września 2002 r.
- Maccabi Hajfa – Olympiakos SFP 3:0 (1:0)

Aiyegbeni 27' (k), 60', 85'
- Bayer 04 Leverkusen – Manchester United F.C. 1:2 (0:2)

Berbatow 52' – van Nistelrooy 31', 44'
3. kolejka
1 października 2002 r.
- Maccabi Hajfa – Bayer 04 Leverkusen 0:2 (0:1)

Babić 31', 64'
- Manchester United F.C. – Olympiakos SFP 4:0 (2:0)

Giggs 19', 66', Veron 26', Solskjær 77'
4. kolejka
23 października 2002 r.
- Bayer 04 Leverkusen – Maccabi Hajfa 2:1 (1:0)

Babić 45', Juan 67' – Pralija 53'
- Olympiakos SFP – Manchester United F.C. 2:3 (0:1)

Choutos 70', Đorđević 74' – Blanc 21', Veron 59', Scholes 84'
5. kolejka
29 października 2002 r.
- Bayer 04 Leverkusen – Olympiakos SFP 2:0 (1:0)

Juan 14', Schneider 90' (k)
- Maccabi Hajfa – Manchester United F.C. 3:0 (1:0)

Katan 40', Žutautas 56', Aiyegbeni 77' (k)
6. kolejka
13 listopada 2002 r.
- Manchester United F.C. – Bayer 04 Leverkusen 2:0 (1:0)

Veron 42', van Nistelrooy 69'
- Olympiakos SFP – Maccabi Hajfa 3:3 (1:3)

Aleksandris 37', Niniadis 51', Andzas 79' – Badier 9', Aiyegbeni 10', Katan 41'

### Grupa G
| Poz. | Klub                | M | Pkt. | Mecze | Mecze | Mecze | Bramki | Bramki |
| Poz. | Klub                | M | Pkt. | zw.   | rem.  | por.  | zdob.  | str.   |
| ---- | ------------------- | - | ---- | ----- | ----- | ----- | ------ | ------ |
| 1    | A.C. Milan          | 6 | 12   | 4     | 0     | 2     | 12     | 7      |
| 2    | Deportivo La Coruña | 6 | 12   | 4     | 0     | 2     | 11     | 12     |
| 3    | RC Lens             | 6 | 8    | 2     | 2     | 2     | 11     | 11     |
| 4    | Bayern Monachium    | 6 | 2    | 0     | 2     | 4     | 9      | 13     |

Terminarz:
1. kolejka
18 września 2002 r.
- Bayern Monachium – Deportivo La Coruña 2:3 (0:2)

Salihamidžić 57', Elber 64' – Makaay 12', 45', 77'
- A.C. Milan – RC Lens 2:1 (0:0)

Inzaghi 57', 61' – Moreira 75'
2. kolejka
24 września 2002 r.
- Deportivo La Coruña – A.C. Milan 0:4 (0:2)

Seedorf 17', Inzaghi 33', 52', 62'
- RC Lens – Bayern Monachium 1:1 (0:1)

Utaka 76' – Linke 23'
3. kolejka
1 października 2002 r.
- Bayern Monachium – A.C. Milan 1:2 (0:0)

Pizarro 54' – Inzaghi 52', 84'
- Deportivo La Coruña – RC Lens 3:1 (0:1)

Makaay 50', Capdevila 79', César 84' – Moreira 10'
4. kolejka
23 października 2002 r.
- RC Lens – Deportivo La Coruña 3:1 (0:1)

Coulibaly 61', Moreira 79', Thomert 84' – Makaay 15'
- A.C. Milan – Bayern Monachium 2:1 (1:1)

Serginho 11', Inzaghi 64' – Tarnat 23'
5. kolejka
29 października 2002 r.
- Deportivo La Coruña – Bayern Monachium 2:1 (0:0)

Víctor 55', Makaay 89' – Santa Cruz 77'
- RC Lens – A.C. Milan 2:1 (1:1)

Moreira 41', Utaka 49' – Szewczenko 31'
6. kolejka
13 listopada 2002 r.
- Bayern Monachium – RC Lens 3:3 (2:1)

N. Kovač 6', Salihamidžić 18', Feulner 87' – Fink 20' (sam.), Bakari 54', Blanchard 90'
- A.C. Milan – Deportivo La Coruña 1:2 (1:0)

Tomasson 34' – Tristan 58', Makaay 71'

### Grupa H
| Poz. | Klub             | M | Pkt. | Mecze | Mecze | Mecze | Bramki | Bramki |
| Poz. | Klub             | M | Pkt. | zw.   | rem.  | por.  | zdob.  | str.   |
| ---- | ---------------- | - | ---- | ----- | ----- | ----- | ------ | ------ |
| 1    | FC Barcelona     | 6 | 18   | 6     | 0     | 0     | 13     | 4      |
| 2    | Lokomotiw Moskwa | 6 | 7    | 2     | 1     | 3     | 5      | 7      |
| 3    | Club Brugge      | 6 | 5    | 1     | 2     | 3     | 5      | 7      |
| 4    | Galatasaray SK   | 6 | 4    | 1     | 1     | 4     | 5      | 10     |

Terminarz:
1. kolejka
18 września 2002 r.
- FC Barcelona – Club Brugge 3:2 (3:1)

Enrique 5', Mendieta 40', Saviola 43' – Simons 22' (k), Englebert 85'
- Lokomotiw Moskwa – Galatasaray SK 0:2 (0:0)

Sarr 72', Arif 81'
2. kolejka
24 września 2002 r.
- Club Brugge – Lokomotiw Moskwa 0:0 (0:0)
- Galatasaray SK – FC Barcelona 0:2 (0:1)

Kluivert 28', Enrique 59'
3. kolejka
1 października 2002 r.
- Lokomotiw Moskwa – FC Barcelona 1:3 (0:2)

Obiorah 55' – Kluivert 29', Saviola 31', 48'
- Galatasaray SK – Club Brugge 0:0 (0:0)

4. kolejka
23 października 2002 r.
- FC Barcelona – Lokomotiw Moskwa 1:0

de Boer 78'
- Club Brugge – Galatasaray SK 3:1 (1:0)

Maertens 40', Verheyen 72', Staeternes 90' – Fabio Pinto 55'
5. kolejka
29 października 2002 r.
- Galatasaray SK – Lokomotiw Moskwa 1:2 (0:0)

Hasan Şaş 73' – Łoskow 71', Jewsiejew 76'
- Club Brugge – FC Barcelona 0:1 (0:0)

Riquelme 64'
6. kolejka
13 listopada 2002 r.
- Lokomotiw Moskwa – Club Brugge 2:0 (1:0)

Julio Cesar 34', Łoskow 90'
- FC Barcelona – Galatasaray SK 3:1 (2:1)

Dani 10', Gerard 45', Geovanni 56' – Cihan 21'

## II faza grupowa
W II fazie grupowej zmierzy się ze sobą 16 zespołów, które zajęły dwa pierwsze miejsca w swoich grupach w I fazie grupowej. Losowanie grup odbyło się 15 listopada 2002 r. w Genewie.

### Grupa A
| Poz. | Klub                  | M | Pkt. | Mecze | Mecze | Mecze | Bramki | Bramki |
| Poz. | Klub                  | M | Pkt. | zw.   | rem.  | por.  | zdob.  | str.   |
| ---- | --------------------- | - | ---- | ----- | ----- | ----- | ------ | ------ |
| 1    | FC Barcelona          | 6 | 16   | 5     | 1     | 0     | 12     | 2      |
| 2    | Inter Mediolan        | 6 | 11   | 3     | 2     | 1     | 11     | 8      |
| 3    | Newcastle United F.C. | 6 | 7    | 2     | 1     | 3     | 10     | 13     |
| 4    | Bayer 04 Leverkusen   | 6 | 0    | 0     | 0     | 6     | 5      | 15     |

Terminarz:
1. kolejka
27 listopada 2002 r.
- Newcastle United F.C. – Inter Mediolan 1:4 (0:3)

Solano 72' – Morfeo 2', Almeyda 35', Crespo 45', Recoba 82'
- Bayer 04 Leverkusen – FC Barcelona 1:2 (1:0)

Berbatow 39' – Saviola 48', Overmars 88'
2. kolejka
10 grudnia 2002 r.
- Inter Mediolan – Bayer 04 Leverkusen 3:2 (2:0)

Di Biagio 15', 27', Butt 80' (sam.) – Živković 63' Franca 90'
- FC Barcelona – Newcastle United F.C. 3:1 (2:1)

Dani 7', Kluivert 35', Motta 58' – Ameobi 24'
3. kolejka
18 lutego 2003 r.
- FC Barcelona – Inter Mediolan 3:0 (2:0)

Saviola 7', Cocu 29', Kluivert 67'
- Bayer 04 Leverkusen – Newcastle United F.C. 1:3 (1:3)

Franca 26' – Ameobi 5', 16', Lua Lua 32'
4. kolejka
26 lutego 2003 r.
- Inter Mediolan – FC Barcelona 0:0 (0:0)
- Newcastle United F.C. – Bayer 04 Leverkusen 3:1 (3:0)

Shearer 5', 11', 36' (k) – Babić 73'
5. kolejka
11 marca 2003 r.
- FC Barcelona – Bayer 04 Leverkusen 2:0 (1:0)

Saviola 16', de Boer 49'
- Inter Mediolan – Newcastle United F.C. 2:2 (0:)

Vieri 47', Córdoba 62' – Shearer 42', 49'
6. kolejka
19 marca 2003 r.
- Bayer 04 Leverkusen – Inter Mediolan 0:2 (0:1)

Martins 36', Emre 90'
- Newcastle United F.C. – FC Barcelona 0:2 (0:0)

Kluivert 60', Motta 75'

### Grupa B
| Poz. | Klub         | M | Pkt. | Mecze | Mecze | Mecze | Bramki | Bramki |
| Poz. | Klub         | M | Pkt. | zw.   | rem.  | por.  | zdob.  | str.   |
| ---- | ------------ | - | ---- | ----- | ----- | ----- | ------ | ------ |
| 1    | Valencia CF  | 6 | 9    | 2     | 3     | 1     | 5      | 6      |
| 2    | AFC Ajax     | 6 | 8    | 1     | 5     | 0     | 6      | 5      |
| 3    | Arsenal F.C. | 6 | 7    | 1     | 4     | 1     | 6      | 5      |
| 4    | AS Roma      | 6 | 5    | 1     | 2     | 3     | 7      | 8      |

Terminarz:
1. kolejka
27 listopada 2002 r.
- AS Roma – Arsenal F.C. 1:3 (1:1)

Cassano 4' – Henry 6', 70', 75'
- Valencia CF – AFC Ajax 1:1 (0:0)

Angulo 90' – Ibrahimović 88'
2. kolejka
10 grudnia 2002 r.
- AFC Ajax – AS Roma 2:1 (1:0)

Ibrahimović 11', Litmanen 66' – Batistuta 88'
- Arsenal F.C. – Valencia CF 0:0 (0:0)

3. kolejka
18 lutego 2003 r.
- Arsenal F.C. – AFC Ajax 1:1 (1:1)

Wiltord 5' – N. de Jong 17'
- AS Roma – Valencia CF 0:1 (0:0)

Carew 78'
4. kolejka
26 lutego 2003 r.
- Valencia CF – AS Roma 0:3 (0:3)

Totti 24', 30', Emerson 36'
- AFC Ajax – Arsenal F.C. 0:0 (0:0)

5. kolejka
11 marca 2003 r.
- AFC Ajax – Valencia CF 1:1 (0:1)

Pasanen 58' – Kily González 28' (k)
- Arsenal F.C. – AS Roma 1:1 (1:1)

Vieira 12' – Cassano 45'
6. kolejka
19 marca 2003 r.
- Valencia CF – Arsenal F.C. 2:1 (1:0)

Carew 34', 57' – Henry 49'
- AS Roma – AFC Ajax 1:1 (1:1)

Cassano 23' – van der Meyde 1'

### Grupa C
| Poz. | Klub              | M | Pkt. | Mecze | Mecze | Mecze | Bramki | Bramki |
| Poz. | Klub              | M | Pkt. | zw.   | rem.  | por.  | zdob.  | str.   |
| ---- | ----------------- | - | ---- | ----- | ----- | ----- | ------ | ------ |
| 1    | A.C. Milan        | 6 | 12   | 4     | 0     | 2     | 5      | 4      |
| 2    | Real Madryt       | 6 | 11   | 3     | 2     | 1     | 9      | 6      |
| 3    | Borussia Dortmund | 6 | 10   | 3     | 1     | 2     | 8      | 5      |
| 4    | Lokomotiw Moskwa  | 6 | 1    | 0     | 1     | 5     | 3      | 10     |

Terminarz:
1. kolejka
26 listopada 2002 r.
- A.C. Milan – Real Madryt 1:0 (1:0)

Szewczenko 40'
- Lokomotiw Moskwa – Borussia Dortmund 1:2 (1:2)

Ignaszewicz 31' – Frings 33', Koller 43'
2. kolejka
11 grudnia 2002 r.
- Borussia Dortmund – A.C. Milan 0:1 (0:0)

Inzaghi 49'
- Real Madryt – Lokomotiw Moskwa 2:2 (1:0)

Raúl 21', 76' – Obiorah 47', Mnguni 74'
3. kolejka
19 lutego 2003 r.
- A.C. Milan – Lokomotiw Moskwa 1:0 (0:0)

Tomasson 62'
- Real Madryt – Borussia Dortmund 2:1 (1:1)

Raúl 43', Ronaldo 56' – Koller 30'
4. kolejka
25 lutego 2003 r.
- Lokomotiw Moskwa – A.C. Milan 0:1 (0:1)

Rivaldo 34' (k)
- Borussia Dortmund – Real Madryt 1:1 (1:0)

Koller 23' – Portillo 90'
5. kolejka
12 marca 2003 r.
- Real Madryt – A.C. Milan 3:1 (1:0)

Raúl 12', 57', Guti 86' – Rivaldo 81'
- Borussia Dortmund – Lokomotiw Moskwa 3:0 (1:0)

Frings 39', Koller 58', Amoroso 66'
6. kolejka
19 marca 2003 r.
- Lokomotiw Moskwa – Real Madryt 0:1 (0:1)

Ronaldo 35'
- A.C. Milan – Borussia Dortmund 0:1 (0:0)

Koller 81'

### Grupa D
| Poz. | Klub                   | M | Pkt. | Mecze | Mecze | Mecze | Bramki | Bramki |
| Poz. | Klub                   | M | Pkt. | zw.   | rem.  | por.  | zdob.  | str.   |
| ---- | ---------------------- | - | ---- | ----- | ----- | ----- | ------ | ------ |
| 1    | Manchester United F.C. | 6 | 13   | 4     | 1     | 1     | 11     | 5      |
| 2    | Juventus F.C.          | 6 | 7    | 2     | 1     | 3     | 11     | 11     |
| 3    | Deportivo La Coruña    | 6 | 7    | 2     | 1     | 3     | 7      | 8      |
| 4    | FC Basel               | 6 | 7    | 2     | 1     | 3     | 5      | 10     |

Terminarz:
1. kolejka
26 listopada 2002 r.
- Deportivo La Coruña – Juventus F.C. 2:2 (2:1)

Tristán 9', Makaay 11' – Birindelli 37', Nedved 57'
- FC Basel – Manchester United F.C. 1:3 (1:0)

J.H. Rossi 1' – van Nistelrooy 62', 63', Solskjær 69'
2. kolejka
11 grudnia 2002 r.
- Juventus F.C. – FC Basel 4:0 (3:0)

Trezeguet 3', Montero 34', Tacchinardi 43', Del Piero 51'
- Manchester United F.C. – Deportivo La Coruña 2:0 (1:0)

van Nistelrooy 7', 55'
3. kolejka
19 lutego 2003 r.
- FC Basel – Deportivo La Coruña 1:0 (1:0)

H. Yakin 30'
- Manchester United F.C. – Juventus F.C. 2:1 (1:0)

Brown 3', van Nistelrooy 85' – Nedved 90'
4. kolejka
25 lutego 2003 r.
- Juventus F.C. – Manchester United F.C. 0:3 (0:1)

Giggs 15', 41', van Nistelrooy 63'
- Deportivo La Coruña – FC Basel 1:0 (1:0)

Tristán 4'
5. kolejka
12 marca 2003 r.
- Juventus F.C. – Deportivo La Coruña 3:2 (1:1)

Ferrara 12', Trezeguet 63', Tudor 90' – Tristán 34', Makaay 52'
- Manchester United F.C. – FC Basel 1:1 (0:1)

Neville 53' – Gimenez 14'
6. kolejka
19 marca 2003 r.
- FC Basel – Juventus F.C. 2:0 (1:0)

Cantaluppi 38', Gimenez 90'
- Deportivo La Coruña – Manchester United F.C. 2:0 (1:0)

Víctor 32', Lynch 47' (sam.)

## Ćwierćfinały
W ćwierćfinałach grają drużyny, które zajęły dwa pierwsze miejsca w swoich grupach w II rundzie grupowej. Losowanie par 1/4 finału odbyło się 21 marca 2003 r. w Nyonie.
Pierwsze mecze
8 kwietnia 2003 r.
- Real Madryt  – Manchester United F.C.  3:1 (2:0)

Figo 12', Raúl 28', 49' – van Nistelrooy 52'
- AFC Ajax  – A.C. Milan  0:0 (0:0)

9 kwietnia 2003 r.
- Juventus F.C.  – FC Barcelona  1:1 (1:0)

Montero 15' – Saviola 77'
- Inter Mediolan  – Valencia CF  1:0 (1:0)

Vieri 14'
Rewanże
22 kwietnia 2003 r.
- FC Barcelona  – Juventus F.C.  1:2 (0:0) po dogrywce

Xavi 66' – Nedved 54', Zalayeta 114'

Awans: Juventus
- Valencia CF  – Inter Mediolan  2:1 (1:1)

Aimar 7', Baraja 50' – Vieri 4'

Awans: Inter Mediolan
23 kwietnia 2003 r.
- Manchester United F.C.  – Real Madryt  4:3 (1:1)

van Nistelrooy 43', Helguera 52' (sam.), Beckham 71', 85' – Ronaldo 12', 50', 59'

Awans: Real Madryt
- A.C. Milan  – AFC Ajax  3:2 (1:0)

Inzaghi 30', Szewczenko 65', Tomasson 90' – Litmanen 63', Pienaar 78'

Awans: AC Milan

## Półfinały
W półfinałach grają ze sobą zwycięzcy ćwierćfinałów. Losowanie par 1/2 finału odbyło się 21 marca 2003 r. w Nyonie.
Pierwsze mecze
6 maja 2003 r.
- Real Madryt  – Juventus F.C.  2:1 (1:1)

Ronaldo 23', R. Carlos 73' – Trezeguet 45'
7 maja 2003 r.
- A.C. Milan  – Inter Mediolan  0:0 (0:0)

Rewanże
13 maja 2003 r.
- Inter Mediolan  – A.C. Milan  1:1 (0:1)

Martins 83' – Szewczenko 45'

Awans: AC Milan
14 maja 2003 r.
- Juventus F.C.  – Real Madryt  3:1 (2:0)

Trezeguet 12', Del Piero 43', Nedved 73 – Zidane 89'

Awans: Juventus

## Finał
| 28 maja, 2003 r. | A.C. Milan | 0 – 0 (3 – 2 w karnych) | Juventus F.C. | Old Trafford, Manchester Sędzia główny: Markus Merk (Niemcy) Widzów: 63,000 |

A.C. Milan (trener Carlo Ancelotti):

Dida – Alessandro Costacurta (Roque Junior 65'), Alessandro Nesta, Paolo Maldini (kap.), Kacha Kaladze – Gennaro Gattuso, Andrea Pirlo (Serginho 70'), Clarence Seedorf, Rui Costa (Massimo Ambrosini 86') – Andrij Szewczenko, Filippo Inzaghi
Juventus (trener Marcello Lippi):

Gianluigi Buffon – Lilian Thuram, Ciro Ferrara, Igor Tudor (Alessandro Birindelli 40'), Paolo Montero – Alessio Tacchinardi, Edgar Davids (Marcelo Zalayeta 65'), Mauro Camoranesi (Antonio Conte 46'), Gianluca Zambrotta – Alessandro Del Piero (kap.) – David Trezeguet
Żółte kartki: Costacurta (19.faul) – Tacchinardi (69.faul), Del Piero (111.faul)
Jak przebiegały rzuty karne?

0:0 – Trezeguet (obronił Dida)

1:0 – Serginho

1:1 – Birindelli

1:1 – Seedorf (obronił Buffon)

1:1 – Zalayeta (obronił Dida)

1:1 – Kaładze (obronił Buffon)

1:1 – Montero (obronił Dida)

2:1 – Nesta

2:2 – Del Piero

3:2 – Szewczenko